# Athyriaceae
Athyriaceae es una familia de helechos del orden Polypodiales, en la moderna clasificación de Christenhusz et al. 2011. La familia no fue reconocida por su predecesor sistema de Smith et al. (2006), que incluye a la mayoría de sus géneros en Woodsiaceae.

## Taxonomía
La clasificación más actualizada es la de Christenhusz et al. 2011 (basada en Smith et al. 2006, 2008); que también provee una secuencia lineal de las licofitas y monilofitas.
- Familia 40. Athyriaceae Alston, Taxon 5: 25 (1956).

5 géneros. (Anisocampium, Athyrium, Cornopteris, Deparia, Diplazium) Referencias: Kato (1977), Wang et al. (2004).
Nota: Athyriaceae incluye a la mayoría de los géneros ubicados por Smith et al. (2006a, 2008) en Woodsiaceae. La clasificación de los géneros necesita más estudios, especialmente en el contexto de la monofilia de Athyrium y Diplazium.

## Caracteres
Con las características de Pteridophyta.